# OtherOS
OtherOS es una función disponible en las primeras versiones de la consola de videojuegos PlayStation 3 que permitía ejecutar sistemas operativos como  Linux o FreeBSD. La función no está disponible en los modelos más nuevos y fue eliminada del sistema mediante una actualización del firmware del sistema 3.21, publicada el 1 de abril de 2010.
El software que se ejecuta en el entorno OtherOS tenía acceso a 6 de los 7 elementos de procesamiento sinérgico; Sony implementó un hipervisor que restringe el acceso desde RSX. IBM brindó una introducción a la programación de aplicaciones paralelas en PlayStation 3. 
Se presentó una demanda colectiva en contra de Sony en nombre de aquellos que deseaban buscar recursos legales (consulte el software del sistema PlayStation 3), pero un juez federal la desestimó con prejuicio en 2011. El juez declaró: "Como cuestión legal, (...) los demandantes no han alegado hechos ni han articulado una teoría sobre la que Sony pueda ser considerada responsable". Sin embargo, esta decisión fue anulada en una decisión de la corte de apelaciones de 2014 que encontró que los demandantes habían hecho reclamos claros y suficientemente sustanciales. Finalmente, en 2016, Sony llegó a un acuerdo con los usuarios que instalaron Linux o compraron una PlayStation 3 basándose en la funcionalidad alternativa del sistema operativo.
El acuerdo fue luego rechazado en febrero de 2017 por la jueza Yvonne González, citando dos problemas. El primero fue el porcentaje que cobraban los abogados y el segundo se refería a los obstáculos que enfrentaban los elegibles para cobrar. Sony respondió en septiembre de 2017, ofreciendo a los miembros de una sola clase propuesta hasta US$65. Este es un cambio de los pagos de US$55 y US$9 para miembros de dos clases separadas en la propuesta anterior.

## Historia

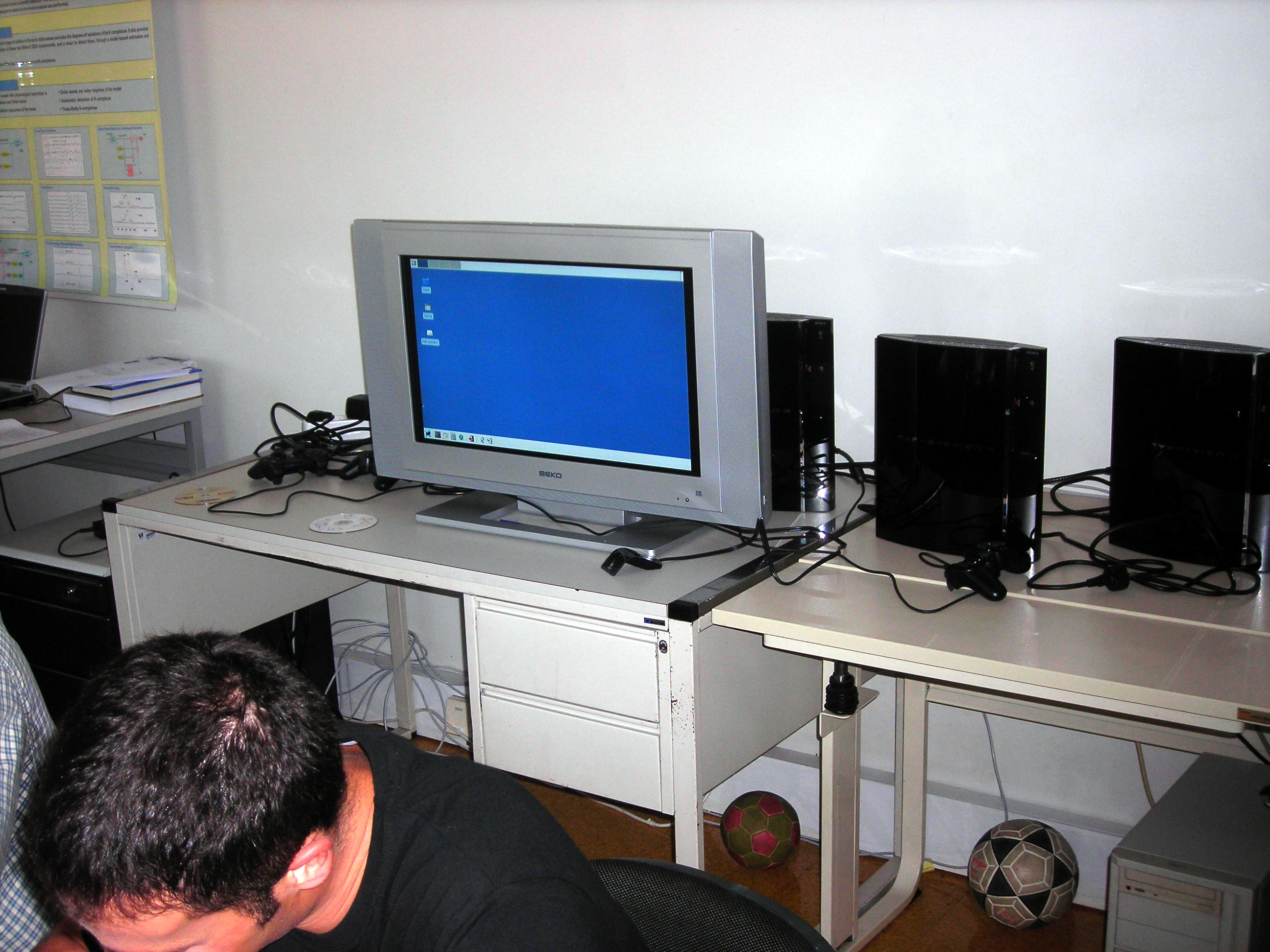
Un grupo de PlayStation 3 que ejecutan un sistema operativo Linux

Desde 2000, Sony ha utilizado el hecho de que PlayStation 2 puede ejecutar Linux en su marketing. Promovieron el lanzamiento del kit PS2 Linux, que incluía un sistema operativo basado en Linux, un teclado y mouse USB, un adaptador VGA, un adaptador de red Ethernet y una unidad de disco duro de 40 GB. 
La PlayStation 3 no tiene Linux preinstalado. Sin embargo, Sony incluyó una opción en el menú XMB poco después del lanzamiento de la PlayStation 3 que permitía arrancar Linux desde el disco duro o desde un Live CD que arrancaría el kernel de la distribución. El manual de instalación de la versión de Yellow Dog Linux para PS3 decía: "Estaba totalmente previsto que usted, propietario de una PS3, pudiera jugar, ver películas, ver fotos, escuchar música y ejecutar un sistema operativo Linux con todas las funciones que transforma tu PS3 en una computadora doméstica ".
Cuando Sony anunció el próximo lanzamiento de la PS3 Slim en septiembre de 2009, declaró que no sería compatible con la función OtherOS, sin ofrecer ninguna explicación al respecto. En marzo de 2010, Sony anunció que la característica OtherOS de los modelos originales de PS3 se eliminaría debido a problemas de seguridad en el firmware de PS3 3.21 el 1 de abril de 2010.
Se han descubierto varios métodos para evitar la actualización y conservar la capacidad de iniciar sesión en PSN, la mayoría de los cuales implican el uso de servidores DNS de terceros.
George Hotz afirma haber creado un firmware personalizado para la PS3 llamado 3.21OO que vuelve a habilitar OtherOS y ha publicado un video de su firmware personalizado como prueba. A pesar del lanzamiento de un video de YouTube que aparentemente demuestra el uso de su firmware personalizado, algunos en la comunidad en línea afirman que este firmware personalizado era de hecho un engaño. El 14 de julio de 2010, Hotz anunció que no llevaría su firmware personalizado a PlayStation 3.
El 27 de abril de 2010 se presentó una demanda colectiva en California. La demanda alega que la eliminación de la función OtherOS fue "injusta y engañosa" y una "violación de la buena fe". La mayor parte de la presentación se relaciona con la violación de varias leyes de protección al consumidor relacionadas con la remoción. También se presentaron varias otras demandas y son de naturaleza algo similar, pero son presentadas por otras personas.
En enero de 2011, Sony demandó a Hotz y a los miembros de fail0verflow por el jailbreak de la PS3. Los cargos incluyeron la violación de la DMCA, la CFAA, la ley de derechos de autor y la CCDAFA de California, y por incumplimiento de contrato (relacionado con el Acuerdo de usuario de PlayStation Network), interferencia ilícita, apropiación indebida y allanamiento.
En febrero de 2011, el juez federal de distrito Richard Seeborg desestimó la mayoría de los reclamos de la clase con permiso para enmendar, y encontró que los demandantes no presentaron ningún reclamo. Seeborg declaró: "Si bien no se puede concluir como cuestión de derecho en este momento que Sony podría, sin consecuencias legales, obligar a sus clientes a elegir entre renunciar a la instalación de la actualización de software o perder el acceso a la otra función del sistema operativo, las acusaciones presentes de la denuncia en gran parte no presentan una afirmación. En consecuencia, con la excepción de un cargo, se concederá la moción de sobreseimiento, con autorización para enmendar ".
El 4 de mayo de 2011, Youness Alaoui del equipo de PS3MFW anunció el lanzamiento de un firmware de PS3 modificado que permite ejecutar OtherOS.
El 8 de diciembre de 2011, el juez de distrito de EE. UU. Richard Seeborg desestimó el último cargo restante de la demanda colectiva, afirmando: "Como asunto legal, (...) los demandantes no han alegado hechos ni han articulado una teoría sobre la que Sony pueda ser considerada responsable.".
En enero de 2014, la Corte de Apelaciones del Noveno Circuito de EE. UU. Revocó parcialmente la desestimación y envió el caso de vuelta al tribunal de distrito.
En 2016, Sony llegó a un acuerdo con los usuarios estadounidenses que instalaron Linux o compraron una PlayStation 3 basándose en la funcionalidad alternativa del sistema operativo. Este acuerdo proporcionó un pago de US$55 a aquellos propietarios que usaron un sistema operativo alternativo y/o U$9 para comprar una PlayStation según la opción. 
El acuerdo fue luego rechazado en febrero de 2017 por la jueza Yvonne González, citando dos problemas. El primero fue el porcentaje que cobraban los abogados y el segundo se refería a los obstáculos que enfrentaban los elegibles para cobrar. Sony respondió en septiembre de 2017, ofreciendo a los miembros de una sola clase propuesta hasta US$65. Este es un cambio de los pagos de US$55 y US$9 para miembros de dos clases separadas en la propuesta anterior.
En noviembre de 2018, los pagos finales para los miembros de la clase se enviaron por un monto de US$10.07.

## Núcleo Linux
PlayStation 3 es compatible con Linux con la versión 2.6.21, sin modificar. Un simple CD complementario de Linux para la PS3 incluye soporte para Fedora 8 y otros sistemas operativos que ya afirman instalarse de forma nativa en la PS3. Sin embargo, actualmente existe un problema con el cargador de arranque kboot más reciente proporcionado por kernel.org. Una vez que el usuario selecciona la acción predeterminada, los puertos USB se deshabilitaban en algunos sistemas. Una solución alternativa está disponible en PSUbuntu.[cita requerida]

## Distribuciones soportadas
Debian, Fedora 8, Gentoo, OpenSUSE (10.3 a 11.1) y Ubuntu ejecutan en PlayStation 3. Yellow Dog Linux para PlayStation 3 se lanzó por primera vez a finales de 2006.

### Ubuntu
Algunas versiones de Ubuntu hasta la versión 10.10 se han adaptado a la plataforma PS3. El instalador no se puede ejecutar en modo Live cuando se ejecuta en resoluciones de video de 480i o 480p, pero ofrece un instalador basado en texto que instala Ubuntu completamente funcional. Es posible montar un disco duro USB externo como carpeta de inicio durante la instalación. 
La versión 8.04 LTS (Hardy Heron) es incompatible con la PS3. Sin embargo, la versión 8.10 (Intrepid Ibex) se portó a la PS3 en la misma fecha de lanzamiento que la versión principal oficial de Ubuntu.

### Yellow Dog Linux
Yellow Dog Linux 5.0 fue una de las primeras distribuciones de Linux para ejecutar en la PlayStation 3. Está diseñado específicamente para HDTV, por lo que los usuarios con SDTV tendrán que usar los comandos 'installtext' y 'ydl480i' para instalar y ejecutar. 
Yellow Dog Linux se basa en el núcleo de Red Hat Enterprise Linux/CentOS y se basa en el administrador de paquetes RPM. Se ha verificado que el audio digital funciona correctamente, sin embargo, la tarjeta gráfica Nvidia no es compatible más allá del modo framebuffer . Además, algunos otros componentes de hardware no funcionarán correctamente sin modificaciones en el kernel. La funcionalidad WiFi a través de Network Manager tampoco es totalmente compatible y debe ingresarse manualmente a través de la herramienta de configuración de red o, en algunos casos, a través del shell de comandos. Existe una solución alternativa para permitir la configuración inalámbrica a través de Network Manager.

### openSUSE
openSUSE 10.3 fue la primera versión de openSUSE soportada en la Sony PlayStation 3. openSUSE es una versión gratuita de SUSE Linux, propiedad de Novell. Hay instrucciones de instalación específicas de PlayStation 3 disponibles para openSUSE.
A partir de openSUSE 11.2, se ha eliminado la compatibilidad con PowerPC (y, por tanto, con PlayStation 3).

### Fedora
Fedora también fue soportada en la PlayStation 3. Fedora 7 funciona en un disco duro externo USB pero no es capaz de detectar el disco interno, Fedora 9 detecta el disco interno pero no el disco USB, Fedora 8 no funcionará debido a problemas de detección de la tarjeta de video. Fedora 10 se instala en el disco duro interno sin problemas y funciona bien sin tener que cambiar ninguna configuración. 
Fedora 12 instala correctamente en la PlayStation 3 solo cuando se ejecuta el kernel de 64 bits y solo cuando el inglés es el idioma elegido.

## RSX Homebrew
Linux en PlayStation 3 permite desarrollar una variedad de software hombrew. Aunque el rendimiento de Cell es más que suficiente para manejar la mayoría de los requisitos de medios o renderizar gráficos 3D complejos, carece del rendimiento de teraflops del hardware de búsqueda de texturas de una GPU contemporánea. Por esta razón, muchos juegos complejos no son posibles en PlayStation 3 a través de Linux, ya que el acceso a la aceleración de hardware en RSX está restringido por un hipervisor. 
Ha habido avances para permitir el acceso a RSX a través del núcleo Linux y el sistema X Window. Es posible utilizar la memoria RSX como espacio de intercambio. Un truco para acceder a algunas funciones 3D se bloqueó con el firmware 2.10. 

## AsbestOS
Los avances de la ingeniería inversa se centraron en el descubrimiento de una vulnerabilidad de análisis del descriptor USB en el firmware 3.41, que permitía ejecutar el núcleo Linux en el firmware 3.41. El estado actual del proyecto es la capacidad de cargar el núcleo Linux a través de TFTP y ejecutarlo con acceso a las 7 SPEs (requiere aplicar un pequeño parche al kernel). El resto del sistema se puede ejecutar en un recurso compartido NFS; el acceso al disco duro no está implementado actualmente, así como algunas otras funciones. 
Además, dado que el exploit ejecuta el kernel con privilegios de juego, la aceleración de gráficos ahora está disponible, aunque requiere la adaptación del código del controlador nouveau.    

## FreeBSD
El soporte para PlayStation 3 se agregó a FreeBSD 9.0 a mediados de 2010. Este soporte está limitado a máquinas con la funcionalidad OtherOS aún intacta (versión de firmware 3.15 y anteriores). 